# 摩頓國家公園

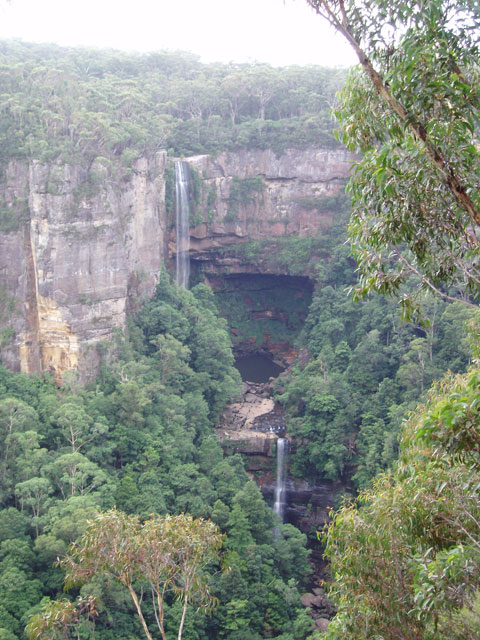
貝爾摩爾瀑布

摩頓國家公園（英語：Morton National Park）是位於澳大利亞新南威爾斯州府城雪梨西南170公里的一座國家公園。
摩頓國家公園最著名的是費茲羅伊瀑布和貝爾摩爾瀑布；摩頓國家公園的週圍為高山和大河所盤繞。

### 資料
- 範圍: 1757 km²
- 地理位置: 35°10′55″S 150°12′29″E / 35.18194°S 150.20806°E
- 成立時間: October 1, 1967
- 管理單位: 新南威爾斯州國家公園暨野生動物服務
- IUCN category: II

## 外部連結
- 費茲羅伊瀑布 （页面存档备份，存于）
- 摩頓國家公園